# Mali Vrh pri Prežganju
Mali Vrh pri Prežganju este o localitate din comuna Ljubljana, Slovenia, cu o populație de 51 de locuitori.